# Gorg Blau
Gorg Blau este o arie protejată (arie specială de conservare — SAC, sit de importanță comunitară — SCI) din Spania întinsă pe o suprafață de 165,22 ha, integral pe uscat.

## Localizare
Centrul sitului Gorg Blau este situat la coordonatele 39°48′31″N 2°49′45″E / 39.8087°N 2.8291°E.

## Înființare
Situl Gorg Blau a fost declarat sit de importanță comunitară în aprilie 2004 pentru a proteja 2 specii de plante și 14 specii de animale. Situl a fost protejat și ca arie specială de conservare în mai 2015.

## Biodiversitate
Situată în ecoregiunea mediteraneană, aria protejată conține 4 habitate naturale: Păduri de Quercus ilex și Quercus rotundifolia, Tufărișuri termo-mediteraneene și de pre-deșert, Pajiști umede mediteraneene cu ierburi înalte de Molinio-Holoschoenion, Păduri de Olea și Ceratonia.
La baza desemnării sitului se află mai multe specii protejate:
- plante (2): Paeonia cambessedesii, Viola jaubertiana
- păsări (10): vulturul negru (Aegypius monachus), caprimulg (Caprimulgus europaeus), Falco eleonorae, șoim călător (Falco peregrinus), Galerida theklae, acvilă pitică (Hieraaetus pennatus), gaia neagră (Milvus migrans), gaia roșie (Milvus milvus), vultur pescar (Pandion haliaetus), Sylvia sarda
- mamifere (3): liliac cu picioare lungi (Myotis capaccinii), liliac comun (Myotis myotis), liliacul mic cu potcoavă (Rhinolophus hipposideros)
- nevertebrate (1): croitorul mare al stejarului (Cerambyx cerdo)

Pe lângă speciile protejate, pe teritoriul sitului au mai fost identificate 26 de specii de plante.